# ジェームズ・マクドゥーガル・ハート
ジェームズ・マクドゥーガル・ハート（James McDougal Hart、1828年5月10日 - 1901年10月24日）は、スコットランド生まれのアメリカ合衆国の画家である。「ハドソン・リバー派」の画家の一人に数えられる。

## 略歴
スコットランドのキルマーノックで生まれた。兄に画家になったウィリアム・ハート(1823-1894)がいる。一家は1930年にスコットランドを出てアメリカ合衆国に移住した。ニューヨーク州のオールバニで兄と働いた後、画家の修行のために1850年から1853年の間、(最近の研究では1851年からという説もある)ヨーロッパに渡り、デュッセルドルフ美術アカデミーの風景画の教授、ヨハン・ヴィルヘルム・シルマーに学んだ。19世紀の中頃に、デュッセルドルフで学んだ多くの画家たちを「デュッセルドルフ派」(Düsseldorf school of painting)と称する場合もあり、ハートもその一人ともされる。
1853年に帰国し、数年間オールバニで暮らした後、1856年からニューヨーク市で活動した。1857年にナショナル・アカデミー・オブ・デザインの准会員となり1859年に正会員に選ばれ、アカデミーの展覧会には40年間に渡って出展を続けた。1895年から1899年の間、アカデミーの副会長を務めた。
「洗練された自然主義」とも評される、細部まで描きこまれた風景画を描いた。
2人の娘、レティシア(Letitia Bonnet Hart:1867-1953)とメアリー(Mary Theresa Hart:1872–1942)は人物画を得意とする画家となった。 

## 作品

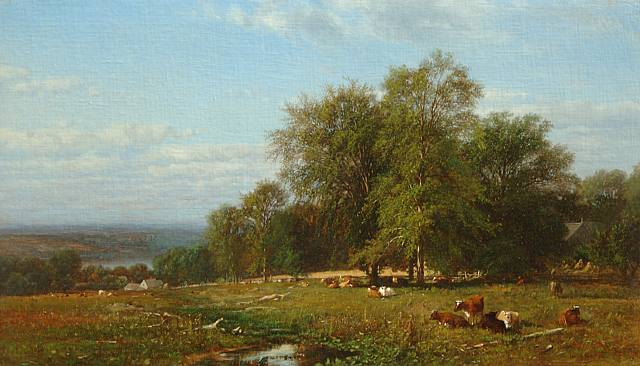
"Harriman New York Overlooking the Hudson"
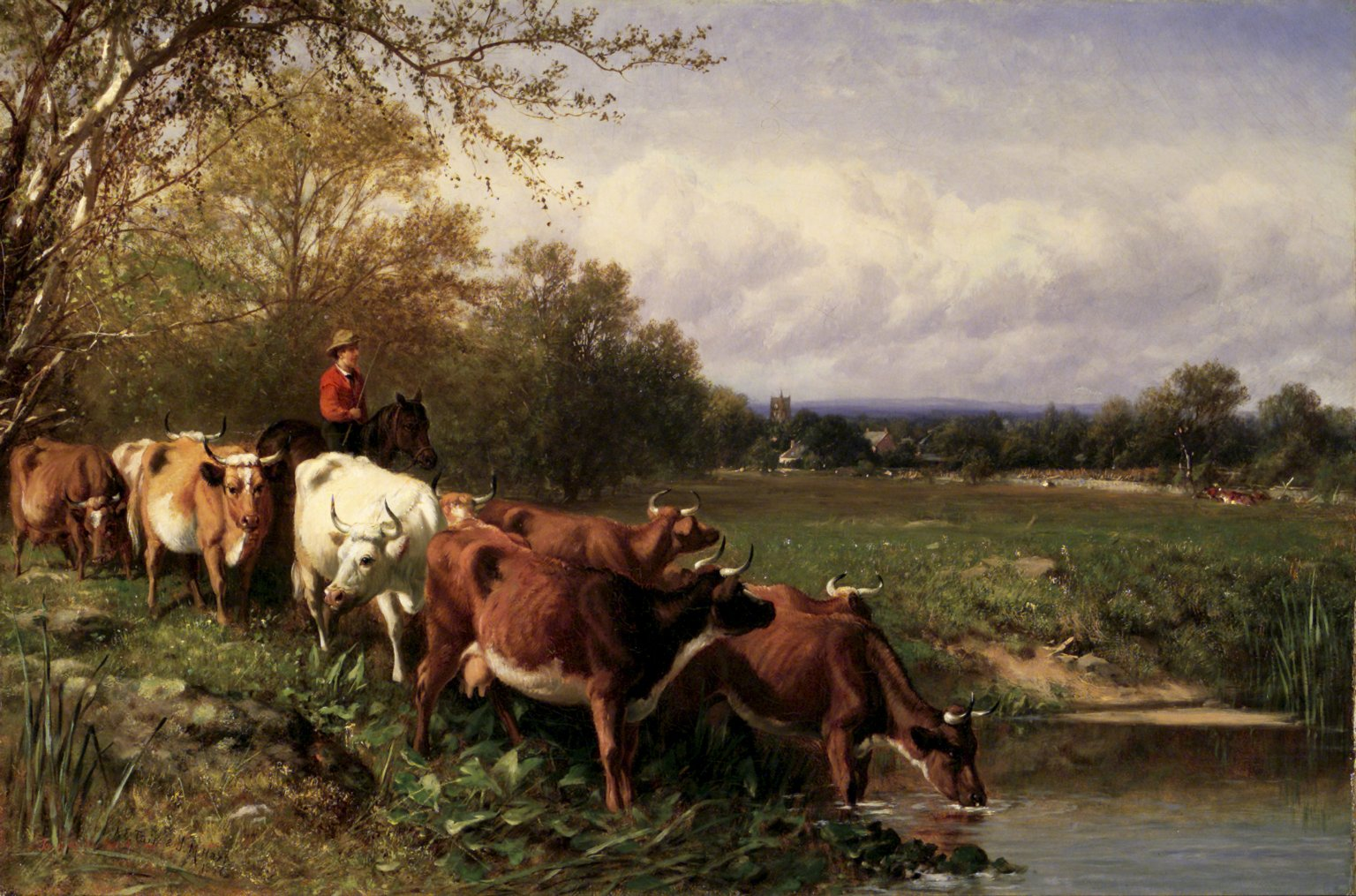
"Cattle and Landscape"
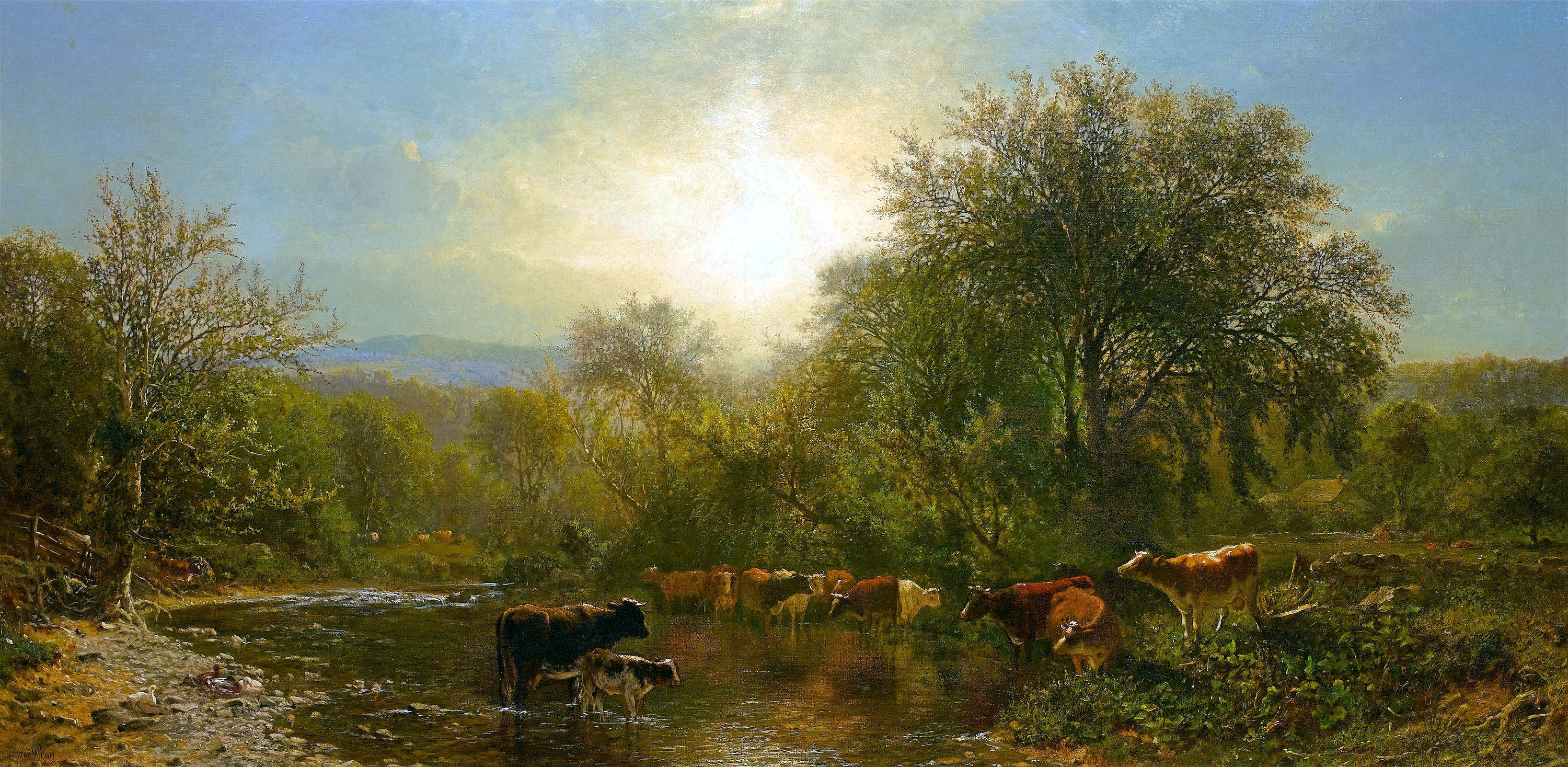
"Cows Watering"
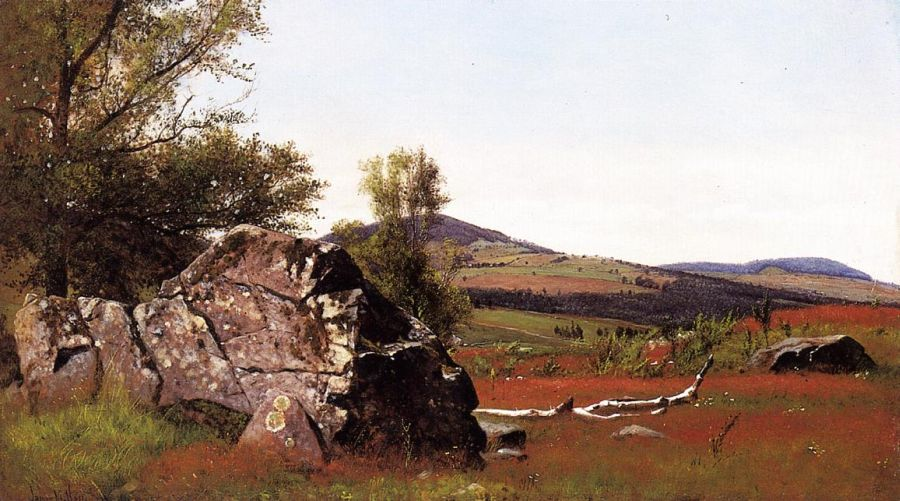
"Summer in the Catskills"
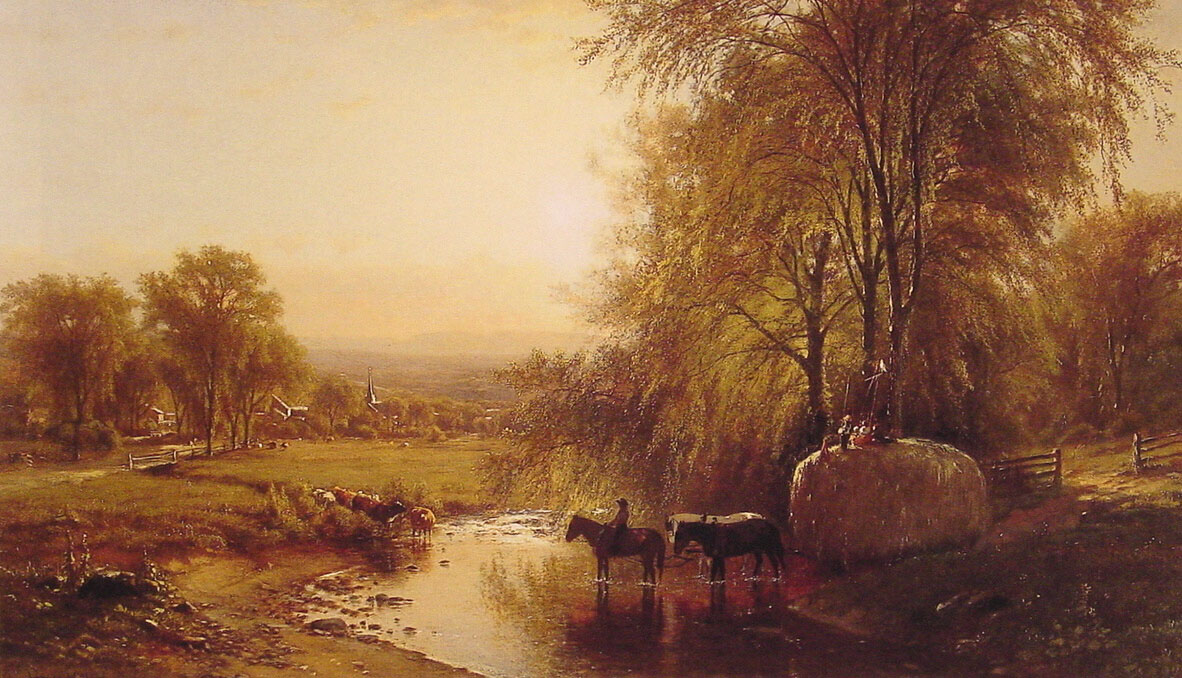
"Returning from Harvest"
"Sand hills of New Jersey"